# Kriegerdenkmal Rehmsdorf
Das Kriegerdenkmal Rehmsdorf ist ein denkmalgeschütztes Kriegerdenkmal in der Ortschaft Rehmsdorf der Gemeinde Elsteraue in Sachsen-Anhalt. Im örtlichen Denkmalverzeichnis ist das Kriegerdenkmal unter der Erfassungsnummer 094 85463 als Baudenkmal verzeichnet.
Das Kriegerdenkmal Rehmsdorf befindet sich östlich der Dorfkirche Rehmsdorf. Die Stele wurde durch den Kriegerverein Rehmsdorf mit Unterstützung von Vereinen und ortsansässigen Werken sowie der Bevölkerung errichtet. Das von Steinmetzmeister Richard Steinmetz aus Zeitz für die Gefallenen des Ersten Weltkriegs gefertigte Denkmal wurde am 12. Juli 1925 enthüllt. Die ursprüngliche Inschrift lautete Unseren im Glauben an Deutschlands Größe gefallenen Helden der Gemeinden Rehmsdorf, Rumsdorf und Crimmitzschen. Die stufenartig aufgebaute Stele wird von einem sitzenden Adler gekrönt. Der Adler soll symbolisch über die Ruhe der Toten wachen. Über der Inschriftentafel an der Frontseite befindet sich ein plastisch herausgearbeiteter Stahlhelm. Die Namen der 58 Gefallenen des Ersten Weltkriegs auf den Seitenwänden der Stele sind nicht mehr lesbar. 
1945 wurde die Fronttafel ausgetauscht. Seitdem dient das Kriegerdenkmal als Gedenkstätte für die Gefallenen beider Weltkriege. Die neue Fronttafel trägt die Inschrift Zum Gedenken an die Toten der beiden Weltkriege 1914 - 1918 1939-1945 Gemeinde Rehmsdorf.

## Quelle
- Gefallenendenkmal Rehmsdorf, abgerufen am 28. August 2017.